# NGC 1625
NGC 1625 is een balkspiraalstelsel in het sterrenbeeld Eridanus. Het hemelobject werd op 24 november 1827 ontdekt door de Britse astronoom John Herschel.

## ν Eridani (48 Eridani)
Vanaf de aarde gezien bevindt het stelsel NGC 1625 zich net ten oostnoordoosten van de variabele dubbelster ν Eridani (48 Eridani) met schijnbare magnitude + 4. Andere stelsels in de buurt van deze ster zijn NGC 1618 en NGC 1622.

## Synoniemen
- PGC 15654
- MCG -1-12-38
- IRAS 04346-0324